# إسفنفاليرات
إسفنفاليرات (بالإنجليزية: Esfenvalerate)‏ هو مبيد حشري بيرثرويد صناعي يتم تسويقه تحت العلامة التجارية أسانا (بالإنجليزية: Asana)‏. في الولايات المتحدة، يُسمح بحد أقصى 0.05 جزء في المليون من بقايا المواد الكيميائية في الطعام.